# …Like Clockwork
…Like Clockwork es el sexto álbum de estudio de la banda Queens of the Stone Age que se lanzó al mercado en junio de 2013. El álbum fue auto-producido por la banda. 
Después de varios comienzos y paradas en falso, la banda comenzó a grabar …Like Clockwork en agosto de 2012, inicialmente con la esperanza de que el colaborador Trent Reznor produjera el álbum. Luego de un tumultuoso período de grabación, incluyó la salida del veterano baterista Joey Castillo.
El miembro fundador Josh Homme se inspiró en temas como la depresión y la muerte, luego de sufrir una muerte temporal durante una cirugía en el 2011. 
Aclamado por la crítica, es considerado de los mejores álbumes de la banda. 

## Detalles
Los mayores cambios de la banda se dieron tras el cambio de discográfica, siendo el álbum editado por Matador Records. Alcanzó el primer puesto en el Billboard 200 de los Estados Unidos y el número 2 en la lista de álbumes del Reino Unido, donde también recibió el disco de oro.
La banda está compuesta actualmente por Josh Homme, Troy Van Leeuwen, Dean Fertita, Michael Shuman y Jon Theodore.
La lista de artistas invitados es Dave Grohl, Nick Oliveri (antiguo miembro QOTSA), Mark Lanegan, Alain Johannes, Brody Dalle, Trent Reznor, Alex Turner, Jake Shears y Elton John. 
Josh Homme explicó que la colaboración con Elton John se originó cuando este estaba viajando en su auto junto a su asistente y escuchaban Them Crooked Vultures seguido de esto el asistente le recomendó a Elton a escuchar a Queens of the Stone Age. Más tarde Elton John consigue el teléfono de Homme y le dice "Lo único que le falta a tu banda, es una reina de verdad"
El 30 de marzo de 2013, en una actuación en directo en el Lollapalooza en Brasil, Josh Homme y compañía dieron a conocer el sonido de una de las canciones de …Like Clockwork, titulada «My God Is the Sun», el cual sirvió como primer sencillo del álbum.

## Lista de canciones
Todos los temas compuestos por Queens of the Stone Age excepto donde se indica:
| …Like Clockwork | |          |  |
| N.º             | Título | Duración |  |
| 1.              | «Keep Your Eyes Peeled» (con Jake Shears)                                                                       | 5:04     |  |
| 2.              | «I Sat by the Ocean»                                                                                            | 3:55     |  |
| 3.              | «The Vampyre of Time and Memory»                                                                                | 3:34     |  |
| 4.              | «If I Had a Tail» (con Alex Turner, Nick Oliveri y Mark Lanegan)                                                | 4:55     |  |
| 5.              | «My God Is the Sun»                                                                                             | 3:55     |  |
| 6.              | «Kalopsia» (con Trent Reznor)                                                                                   | 4:38     |  |
| 7.              | «Fairweather Friends» (con Elton John, Trent Reznor, Nick Oliveri, Mark Lanegan, Alain Johannes, y Brody Dalle) | 3:43     |  |
| 8.              | «Smooth Sailing»                                                                                                | 4:51     |  |
| 9.              | «I Appear Missing»                                                                                              | 6:00     |  |
| 10.             | «…Like Clockwork»                                                                                               | 5:24     |  |
| 45:59           | |          |  |

## Personal
Queens of the Stone Age
- Josh Homme - voz, guitarras, sintetizadores, piano, bajo, percusiones, batería.
- Troy Van Leeuwen - guitarras, coros, sintetizadores, palmas, percusión.
- Michael Shuman - bajo, coros, címbalo, pandereta, sintetizadores, palmas, percusiones, guitarra de 12 cuerdas.
- Dean Fertita - teclados, coros, piano, piano eléctrico, guitarras, sintetizadores.

Con
- Dave Grohl – batería y percusión (tracks 4, 5, 7, 8 & 9)
- Joey Castillo – batería y percusión (1, 2, 3 & 6), palmas (tracks 1 & 2)
- Nick Oliveri – voces (track 4)
- Mark Lanegan – voces (track 4)
- Trent Reznor – voces, kick & snare (track 6)
- Jake Shears – voces (track 1)
- Alex Turner – voces (track 4)
- Elton John – voces y piano (track 7)
- Jon Theodore – batería y percusión (track 10)
- Charlie May – piano (track 10)
- Philip Sheppard – cuerdas y arreglos (track 10)
- James Lavelle - arreglos y producción (track 10)
- Alain Johannes